# Калабарі (мова)
Калабарі — мова, що належить до нігеро-конголезької макросімʼї, іджоїдної сімʼї. Поширена в Нігерії (штат Ріверс).

## Писемність
Мова калабарі користується латинською абеткою.
| A a | E e | Ɛ ɛ | I i | Ɩ ɩ | O o | Ɔ ɔ | U u | Ʋ ʋ |
| --- | --- | --- | --- | --- | --- | --- | --- | --- |

| B b | Ɓ ɓ | D d | Ɗ ɗ | F f | G g | Gb gb | J j | Kp kp |
| --- | --- | --- | --- | --- | --- | ----- | --- | ----- |

| K k | L l | M m | N n | Ŋ ŋ | P p | R r | S s | T t | W w | Y y |
| --- | --- | --- | --- | --- | --- | --- | --- | --- | --- | --- |

| H h | V v |
| --- | --- |

- Дифтонги передаються написанням двох букв для голосних: aị, ọị, oi, ẹị.
- Довгі голосні на письмі передаються подвоєнням букв для відповідного голосного.
- Тони на письмі не позначаються[3].
- Букви h і v використовуються дуже рідко.

## Додаткові джерела і посилання
- Kay Williamson. «Kalabari dictionary».
- Priye E. Iyalla-Amadi. «Lexicological development of Kalabari language in the age of technology: a comparative study of French and Kalabari». На сторінці 158 — букви ḇ і ḏ.